# A város királynői
A város királynői - The Real Housewives of Budapest a régebben futó Viasat3 Feleségek luxuskivitelben cimű műsor folytatása.
A műsor 2023. december 4-én indult el az RTL-en.

## Története
2022. október 20-án Kolosi Péter, az RTL Magyarország vezérigazgató, illetve a tartalomért felelős igazgatója a Big Picture konferencián bejelentették, hogy elindul a Viasat3-on futó Feleségek luxuskivitelben cimű műsor folytatása. 2023. augusztus 30-án az RTL Magyarország őszi sajtótájékoztatóján bejelentették, hogy a műsor A város királynői - The Real Housewives of Budapest nevet viseli. A műsor eredetileg az RTL+ streamingszolgáltatáson debütált volna, de később derült, hogy a főcsatornán, az RTL-en indul majd. A főszereplőket és a műsor kezdési időpontját 2023. november 16-án derült ki.

## Epizódok
| Évad | Évad | Részek száma | Részek száma | Eredeti sugárzás  | Eredeti sugárzás   | Eredeti adó |
| Évad | Évad | Részek száma | Részek száma | Évadbemutató      | Évadzáró           | Eredeti adó |
| ---- | ---- | ------------ | ------------ | ----------------- | ------------------ | ----------- |
|      | 1.   | 15           | 15           | 2023. december 4. | 2023. december 22. |             |

## Szereplők
| Feleségek          | Évadok | Évadok |
| Feleségek          | 1.     |        |
| ------------------ | ------ | ------ |
| Kalmár Paulina     | Fő     |        |
| Apró Anna          | Fő     |        |
| Micheller Mónika   | Fő     |        |
| Solomon Zsuzsanna  | Fő     |        |
| Czeglédi Laura     | Fő     |        |
| Szécsényi Violetta | Fő     |        |